# 松山将勝
松山 将勝（まつやま まさかつ、Matsuyama Masakatsu、1968年 - ）は、日本の建築家。株式会社松山建築設計室代表取締役。福岡を拠点に全国各地で様々なプロジェクトを手掛ける。近年は海外でのプロジェクトも進行している。鹿児島県・奄美大島出身。

## 略歴
- 1968年　　鹿児島県大島郡笠利町（現・奄美市）生まれ
- 1987年　　鹿児島県立鹿屋工業高等学校（建築科）卒業[1]
- 1991年　　東和大学工学部建設工学科卒業
- 1997年　　松山建築設計室設立
- 2000年　　株式会社松山建築設計室に改称
- 2006年　　東和大学非常勤講師(～2007年)
- 2006年　　西日本工業大学非常勤講師(～2013年)
- 2010年　　九州工業大学非常勤講師(～2012年)
- 2014年　　公益社団法人日本建築家協会九州支部福岡地域会会長(～2016年)
- 2015年　　福岡大学非常勤講師(～2020年)
- 2016年　　西日本工業大学非常勤講師(～2020年)
- 2020年～　公益社団法人日本建築家協会九州支部支部長

## 受賞歴
- 2002年 福岡県美しいまちづくり建築賞 住宅部門 優秀賞
- 2003年 福岡県美しいまちづくり建築賞 一般建築部門 大賞
- 2005年 こだわりの住宅設計賞 優秀賞
- 2006年 グッドデザイン賞 受賞
- 2007年 福岡県美しいまちづくり建築賞 大賞
- 2007年 日本建築家協会 優秀建築選2007
- 2007年 JIA熊本住宅賞 選考委員賞
- 2008年 日本建築学会 建築九州賞 作品賞
- 2008年 グッドデザイン賞 受賞
- 2009年 JIA熊本住宅賞
- 2009年 くまもとアートポリス推進賞
- 2009年 日本建築士事務所協会連合会 奨励賞
- 2009年 グッドデザイン賞 受賞
- 2009年 日本建築家協会 優秀建築選2009
- 2010年 THE INTERNATIONAL ARCHITECTURE AWARDS 2010 国際建築賞
- 2010年 グッドデザイン賞 受賞
- 2010年 日本建築家協会 優秀建築選2010
- 2011年 広島県呉市美しい街づくり賞 たてもの部門
- 2011年 グッドデザイン賞 受賞
- 2012年 日本建築学会 建築九州賞 作品賞
- 2012年 福岡県美しいまちづくり建築賞 大賞
- 2012年 くまもとアートポリス推進賞 選賞
- 2012年 第5回景観広告とやま賞 景観広告優秀賞
- 2012年 グッドデザイン賞 受賞
- 2013年 日本建築家協会 優秀建築選2013
- 2014年 福岡県美しいまちづくり建築賞 大賞
- 2014年 第2回リネアタラーラオーダーキッチングランプリ SHOW 2014 グランプリ
- 2015年 日本建築学会 建築九州賞 作品賞
- 2015年 World Architecture Festival 2015 Health部門 ファイナリスト
- 2015年 福島県建築文化賞 準賞
- 2015年 グッドデザイン賞 受賞
- 2016年 THE INTERNATIONAL ARCHITECTURE AWARDS 2016 国際建築賞
- 2016年 福岡県美しいまちづくり建築賞 優秀賞
- 2016年 日本建築家協会優秀建築選
- 2017年 日本建築学会 建築九州賞 作品賞 一般建築部門
- 2017年 日本建築学会 建築九州賞 作品賞 住宅部門
- 2017年 K-DESIGN AWARD BRONZE WINNER
- 2017年 福岡県木造・木質化建築賞 奨励賞
- 2017年 グッドデザイン賞 受賞
- 2017年  おおいた木の良さを生かした建築賞2017 奨励賞
- 2017年 日本建築家協会優秀建築選
- 2018年 日本建築学会 建築九州賞 作品賞 住宅部門
- 2018年 福岡県美しいまちづくり建築賞 大賞
- 2018年 福岡県木造・木質化建築賞 優秀賞
- 2018年 グッドデザイン賞 受賞
- 2018年 日本建築家協会優秀建築選
- 2019年 日本建築学会 作品選奨
- 2019年 日時連建築賞 日時連会長賞
- 2019年 日本空間デザイン賞 住空間部門 金賞
- 2019年 ASIA PACIFIC PROPERTY AWARD 2019 Best Residential Property Japan ファイブスター
- 2019年 キッズデザイン賞
- 2019年 日向市景観賞 市民賞&建築部門最優秀賞
- 2019年 日本建築家協会優秀建築選
- 2020年 A'DESIGN AWARD 2020
- 2020年 日本空間デザイン賞(公共生活・コミュニケーション部門) 入選
- 2020年 日本建築家協会優秀建築選2020
- 2020年 福岡県木造・木質化賞 優秀賞
- 2020年 BUILD ARCHITECTURE AWARDS 2020/Best Contemporary Architecture Studio 2020-Japan
- 2020年 LOOP Design Awards 2020
- 2021年 BUILD Architecture Awards 2021 Most Innovative High-End Residential
- 2021年 ASIA PACIFIC PROPERTY AWARDS 2021-2022 Public Service Architecture Japan Award winner
- 2021年 日本空間デザイン賞(公共生活・コミュニケーション部門) 入選
- 2021年 グッドデザイン賞 受賞
- 2022年 日本建築学会 建築九州賞 作品賞 一般建築部門